# Gottfried Helnwein

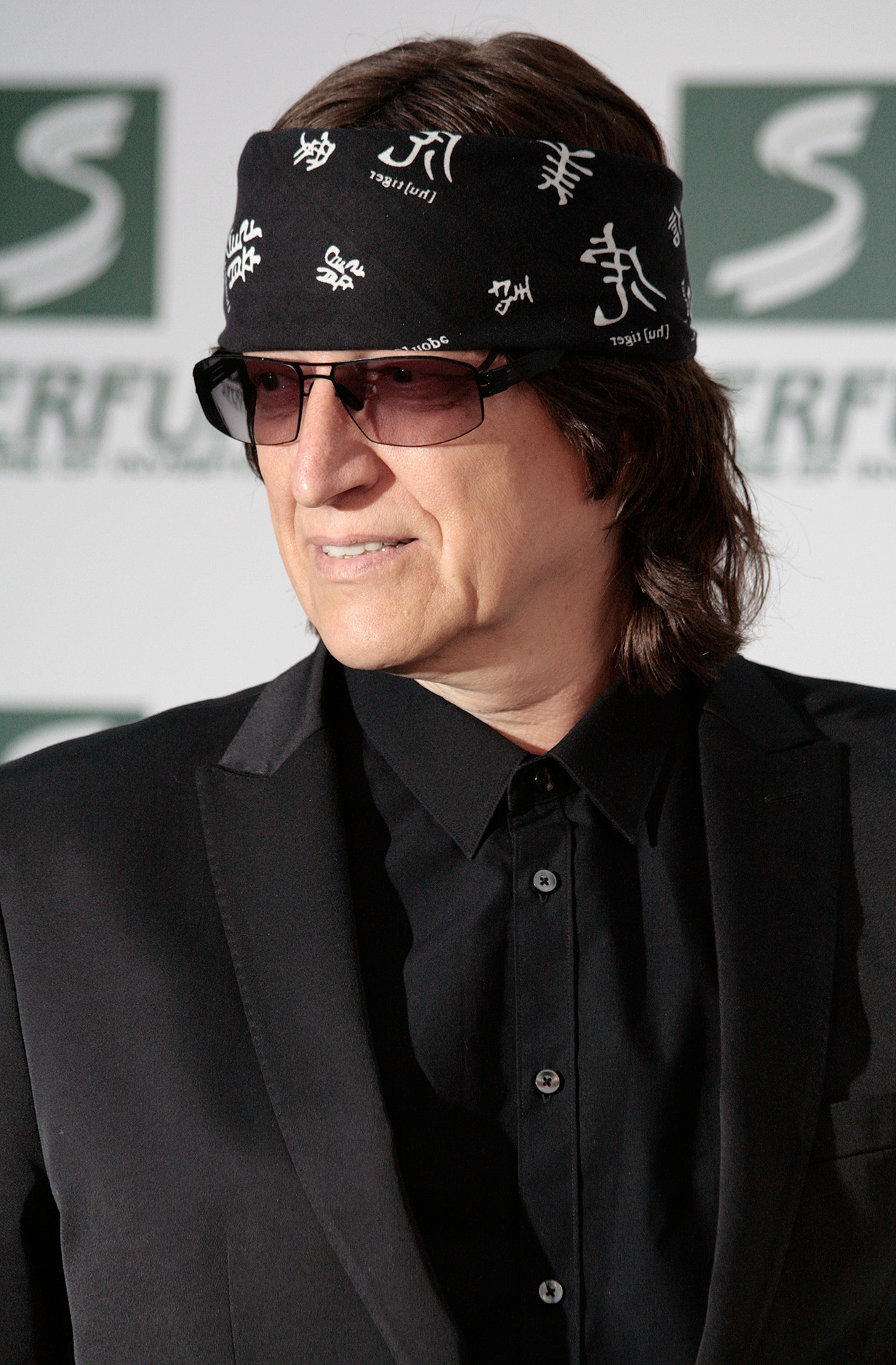
Gottfried Helnwein

Gottfried Helnwein (Wenen, 8 oktober 1948) is een Oostenrijkse schilder en grafisch kunstenaar.
Het centrale thema in het werk van Helnwein is het menselijke wezen. Als slachtoffer, maar ook als dader. Vooral het kind is een steeds terugkerend motief in zijn oeuvre. Niet alleen in portretten die hij tekent, fotografeert en schildert, maar ook de invloed van comics, met figuren als Donald Duck en Mickey Mouse – hij leerde meer van Disney dan van Leonardo da Vinci, beweerde hij ooit – duidt de wereld van kinderen aan. Kinderen zijn volgens Helnwein dé slachtoffers van onrecht en geweld in onze maatschappij. Hij gebruikt ook kinderen als spiegel voor de geschiedenis. In 1988 maakte hij in Keulen een 100 meter lange installatie met enorm grote portretten van kinderen, om de kristallnacht te herdenken. De kinderen lijken in een eindeloze rij te staan, wachtend om gesorteerd te worden. Deze nacht werd later door de kunstenaar, in zijn boek en documentaire Ninth November Night nog eens herdacht. 
Helnweins zelfportretten – foto's, schilderijen, en tekeningen, of een combinatie van dat alles, eventueel bewerkt met de computer – hebben ook, zoals veel van zijn werken rond kinderen, het motief van verwonding en verminking. De kunstenaar beeldt zichzelf veelal af met een omzwachteld hoofd, en gebruikt het metaal van gebogen vorken om de illusie van een foltertuig te geven. Er bestaan veel verschillende varianten (in allerlei materialen) van dit gegeven. In die varianten gebruikt hij dikwijls een andere stilistische benadering, afgeleid van de kunstgeschiedenis: van expressionistisch, via abstract en het tachisme, naar een ernstig monochroom beeld, waarbij het zelfportret een nauwelijks zichtbare schaduw wordt.

## Levensloop
- 1965-1969 Studeert aan Hohere Lehr- und Versuchsanstalt, Wenen.
- 1966 Eerste zelfverminkings- en Bandageacties.

Tijdens zijn studie aan de Academie van beeldende kunsten in Wenen van 1969 tot 1973 vervaardigt Helnwein hyperrealistische schilderijen van gewonde of mishandelde kinderen.
- 1984 "Helnwein", de film[4] van Peter Hajek, opent de 'Oostenrijkse Week' op de Berlinale, het filmfestival van Berlijn.
- 1985 Verhuist naar een plaats nabij Keulen, Duitsland. Hij verandert radicaal van manier van werken: grote, meerdelige werken, die een combinatie zijn van fotografie en schilderen met olie- en acrylverf. In deze werken gaat hij taboes niet uit de weg.
- 1986 Werkt aan een serie ‘zelfportret- metamorfoses' op groot formaat.
- 1988 De poster voor Peter Zadeks productie van “Lulu” van Frank Wedekind in het Schauspielhaus in Hamburg ontlokt een storm van protest: de locoburgemeester van Hamburg protesteert tegen het ontwerp; een 'Initiatief van Duitstalige Burgers voor de Bescherming van Menselijke Waardigheid' dient een klacht in tegen Helnwein en Zadek wegens pornografie. De discussie verspreidt zich tot buiten de grenzen van Duitsland. De burgemeester van Wenen is enthousiast over de poster en feliciteert Helnwein.
- 1997 Verhuist naar Ierland.
- 2002 Werkt samen met Marilyn Manson voor een serie van visuele projecten en zet die samenwerking voort in 2003.[5]
- 2003 Productie van "Ninth November Night", een documentaire over de verwijzingen naar kinderen en de Holocaust in de kunst van Gottfried Helnwein.

## Publicaties
- The Child, Works by Gottfried Helnwein,One man exhibition 2004, San Francisco Fine Arts Museums, Robert Flynn Johnson, Harry S. Parker, (ISBN 0-88401-112-7) "The Child" San Francisco Fine Arts Museums
- Helnwein, Monograph, Gottfried Helnwein, Retrospective 1997, State Russian Museum St. Petersburg, Alexander Borovsky, Curator for Contemporary Art, Klaus Honnef, Peter Selz, William Burroughs, Heiner Müller, H.C. Artmann. (ISBN 3-930775-31-X) Koenemann, 1999 (ISBN 3829014481) The State Russian Museum St. Petersburg, The Helnwein-Passion
- Helnwein - Ninth November Night, 2003, The Documentary, Museum of Tolerance, Simon Wiesenthal Center, Los Angeles, Johnathon Keats, Simon Wiesenthal Ninth November Night